# Lehrveranstaltung
Der Begriff Lehrveranstaltung bezeichnet eine Unterrichtseinheit im Rahmen eines Studiums an einer Universität oder Fachhochschule. Es gibt unterschiedliche Typen von Lehrveranstaltungen. Sie unterscheiden sich in didaktischer Ausrichtung und erfordertem Qualifikationsgrad der Teilnehmenden. Zudem gibt es praktisch und theoretisch angelegte Lehrveranstaltungen.
Der Typ der Lehrveranstaltung wird im Vorlesungsverzeichnis angekündigt. Die gängigsten Formen von Lehrveranstaltungen sind Vorlesungen, Tutorien, Übungen und Seminare. Vorlesungen werden meistens von habilitierten oder zumindest promovierten Dozenten gehalten. Tutorien werden in der Regel von Studierenden aus dem höheren Semester gegeben, die anderen Lehrveranstaltungen allgemein von Lehrenden verschiedener Qualifikation.

## Detaillierte Liste von Lehrveranstaltungstypen
- Angeleitete Übung (AU)
- Arbeitsgemeinschaft und Seminar (AS)
- Arbeitsgemeinschaft (AG)
- Einzelunterricht und Übung (EE)
- Einzelunterricht und Ensemble (ES)
- Einzelunterricht und Künstlerischer Gruppenunterricht (EG)
- Einzelunterricht (EI)
- Einzelunterricht und Exkursion (EK)
- Künstlerischer Einzelunterricht, Künstlerischer Gruppenunterricht (Ek)
- Einzelunterricht und Praktikum (EP)
- Einzelunterricht und Übung mit Solisten (ES)
- Einzelunterricht und Übung (Eu)
- Ensembleunterricht (EU oder EN)
- Exkursion (EX)
- Feldübung (FU)
- Forschungspraktikum (FP)
- Graduiertenseminar (GS)
- Gruppenunterricht (GU)
- Integrative Lehrveranstaltung (ILV)
- Künstlerischer Einzelunterricht und Übung (KB)
- Künstlerischer Einzelunterricht (KE)
- Künstlerischer Gruppenunterricht (KG)
- Künstlerischer Einzel- und Gruppenunterricht (KK)
- Kleingruppenunterricht (KL)
- Künstlerischer Einzel- und Ensembleunterricht (KN)
- Klassenkorrepetition (KR)
- Künstlerischer Einzelunterricht mit Seminar (KS)
- Kolloquium (KQ)
- Konstruktionsübung (KU)
- Konversatorium (KO oder KV)
- Kurs (KU)
- Laborübung (LU)
- Lektürekurs (LK)
- Messübung (MU)
- Proseminar und Übungen (PB)
- Praktikum und Einzelunterricht (PE)
- Praktikum (PR)
- Projektlehrveranstaltung (PJ oder PL)
- Präsentation (PN)
- Privatissimum (PV)
- Projektarbeit (PA)
- Proseminar (SE, S, Sem, PS oder PSem)
- Rechenübung (RU)
- Repetitorium (RE)
- Ringvorlesung (RV)
- Seminar (SE, S oder Sem)
- Seminaristischer Unterricht
- Seminar und Einzelunterricht (SI)
- Seminar mit Exkursion (SX)
- Seminar mit Praktikum (SP)
- Seminar und Privatissimum (SR)
- Seminar und Übung (SU)
- Sondervorlesung (SV)
- Spezialvorlesung (SV)
- Tutorium
- Übung (UE oder Ü)
- Übung und Einzelunterricht (UI)
- Übung mit Konversatorium (UK)
- Übung und Exkursion (UX)
- Vertiefungsseminar (VS, VertS oder VertSem)
- Vorlesung mit Übung (Kleingruppen)  (VG)
- Vorlesung, Seminar und Einzelunterricht (VI)
- Vorlesung mit Konversatorium (VK)
- Vorlesung (VO)
- Vorlesung mit Demonstration (VD)
- Vorlesung mit Laborübung (VL)
- Vorlesung mit Übung (VÜ oder VU)
- Vorlesung mit Seminar (VS)
- Vorlesung mit Übung und Exkursion (VR)
- Vorlesung und Einzelunterricht (VE)
- Vorlesung und Exkursion (VE)
- Vorlesung und Praktikum (VA)
- Vorlesung und Proseminar (VP)
- Vorlesung und Rechenübung (VR)
- Vorlesung, Übung und Seminar (VT)

## Mehrdeutigkeit des Begriffs
In der Alltagssprache und auch an Hochschulen wird der Begriff „Lehrveranstaltung“ in unterschiedlicher Bedeutung verwendet. Zum einen bezeichnet er ein einzelnes Zusammentreffen von Lehrenden und Studierenden im Sinne einer einzelnen Unterrichtsstunde. Zum anderen bezeichnet er die Serie aller Zusammentreffen in einem Semester zu einem Lehrthema. Die Lehrveranstaltung besteht dann aus mehreren Unterrichtsstunden In diesem Artikel wird Lehrveranstaltung im letzteren Sinne verwendet.